# Beobachter (Regelungstechnik)

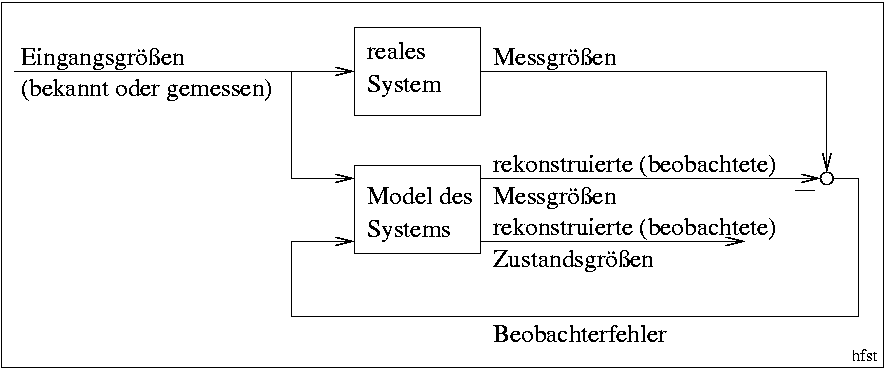
Beobachter (Systemmodell) und "Reales System" (beobachtetes reales Referenzsystem)

Ein Beobachter ist in der Regelungstechnik ein System, das aus bekannten Eingangsgrößen (z. B. Stellgrößen oder messbaren Störgrößen) und Ausgangsgrößen (Messgrößen) eines beobachteten Referenzsystems nicht messbare Größen (Zustände) rekonstruiert. Dazu bildet er das beobachtete Referenzsystem als Modell nach und führt mit einem Regler die messbaren, und deshalb mit dem Referenzsystem vergleichbaren, Zustandsgrößen nach. So soll vermieden werden, dass ein Modell, insbesondere bei Referenzsystemen mit integrierendem Verhalten, einen über die Zeit wachsenden Fehler generiert. Treffender wäre es von einem referenzgeregelten Synthetisierer (englisch reference controlled synthesizer) zu sprechen.
Ein Beobachter kann genau dann entworfen werden, wenn das Referenzsystem über die vorhandenen Messgrößen beobachtbar ist. Die Beobachtbarkeit ist jedoch im Allgemeinen keine notwendige Bedingung für den Beobachterentwurf. Stattdessen ist es ausreichend, wenn das System detektierbar ist.
Eingesetzt werden Beobachter z. B.
- bei Zustandsreglern zur Rekonstruktion nicht messbarer Zustandsgrößen
- bei zeitdiskreten Regelungen, bei denen die Messgröße nicht in jedem Zyklus aktualisiert werden kann,
- in der Messtechnik als Ersatz für technisch oder wirtschaftlich nicht mögliche Messungen.

Eine durchgängige Theorie wurde ab 1964 von dem amerikanischen Regelungstechniker David Luenberger für lineare Systemmodelle und eine konstante proportionale Rückführung des Fehlers entwickelt. Das Verfahren kann prinzipiell auf nichtlineare Modelle erweitert werden.

## Luenberger-Beobachter

Blockdiagramm Luenberger-Beobachter:Fehlerbehebung: Der Eingang von L muss als gebildet werden.

Die Idee von Luenberger 1964 beruht auf einer Parallelschaltung des Beobachters zum
Regelstreckenmodell.
Dabei wird die Differenz zwischen dem Messwert der Strecke {\displaystyle \mathbf {y} } und dem "Messwert" des Beobachters {\displaystyle {\hat {\mathbf {y} }}}, d. h. {\displaystyle \mathbf {y} (t)-{\hat {\mathbf {y} }}(t)} auf das Modell zurückgeführt. Damit kann der Beobachter auf Störungen beziehungsweise eigene Ungenauigkeiten reagieren.
Die grundsätzliche Gleichung des Beobachters ist:
{\displaystyle {\dot {\hat {\mathbf {x} }}}(t)=\mathbf {A} {\hat {\mathbf {x} }}(t)+\mathbf {B} \mathbf {u} (t)+\mathbf {u} _{B}(t)} mit {\displaystyle {\hat {\mathbf {x} }}(0)={\hat {\mathbf {x} }}_{0}}
{\displaystyle {\hat {\mathbf {y} }}(t)=\mathbf {C} {\hat {\mathbf {x} }}(t)}
dabei bestimmt sich
{\displaystyle \mathbf {u} _{B}(t)=\mathbf {L} (\mathbf {y} (t)-{\hat {\mathbf {y} }}(t))=\mathbf {L} \mathbf {C} (\mathbf {x} (t)-{\hat {\mathbf {x} }}(t))}
somit ergibt sich für den Beobachter
{\displaystyle {\dot {\hat {\mathbf {x} }}}(t)=(\mathbf {A} -\mathbf {L} \mathbf {C} ){\hat {\mathbf {x} }}(t)+\mathbf {B} \mathbf {u} (t)+\mathbf {L} \mathbf {y} (t)}
Für den Beobachtungsfehler
{\displaystyle \mathbf {e} (t)=\mathbf {x} (t)-{\hat {\mathbf {x} }}(t)}
eines Luenberger-Beobachters gilt daher
{\displaystyle \lim _{t\to \infty }||\mathbf {e} (t)||=\mathbf {0} }, wenn alle Eigenwerte der Matrix
{\displaystyle (\mathbf {A} \ -\ \mathbf {L} \mathbf {C} )}
negative Realteile besitzen.
Die Bestimmung der Rückführung erfolgt analog zum Reglerentwurf durch Polvorgabe, indem folgende Ersetzungen vorgenommen werden:
{\displaystyle \mathbf {A} ^{T}} statt {\displaystyle \mathbf {A} }
{\displaystyle \mathbf {C} ^{T}} statt {\displaystyle \mathbf {B} }
{\displaystyle \mathbf {L} ^{T}} statt {\displaystyle \mathbf {K} }
Das Beispielsystem hat die Eigenwerte {\displaystyle e_{1}=-2} und {\displaystyle e_{2}=-4}. Damit der Beobachter dem System folgen kann, müssen dessen Eigenwerte links von denen des Systems liegen. Diese Forderung ist für {\displaystyle \lambda _{1,2}=-8} erfüllt. Die charakteristische Gleichung lautet in diesem Fall
{\displaystyle P(s)=64+16s+s^{2}\,}
und damit {\displaystyle a_{B0}=64} und {\displaystyle a_{B1}=16}. Die Rückführmatrix ist damit
{\displaystyle \mathbf {L} ^{T}={\begin{pmatrix}56&10\end{pmatrix}}}.
Für den vollständigen Beobachter lautet die Differenzialgleichung
{\displaystyle {\dot {\hat {\mathbf {x} }}}(t)={\begin{pmatrix}0&-64\\1&-16\end{pmatrix}}{\hat {\mathbf {x} }}+{\begin{pmatrix}8\\0\end{pmatrix}}u(t)+{\begin{pmatrix}56\\10\end{pmatrix}}y(t)}.

## Strukturelle Beobachtbarkeit
Systeme können aus zwei Gründen nicht beobachtbar sein:
- Eine konkrete Parameterkombination führt zur Nichtbeobachtbarkeit.
- Die Struktur des Systems führt dazu, dass das System bei beliebiger Besetzung der Nichtnullelemente der Systemmatrix (die in der Praxis von physikalischen Parametern abhängen) nicht beobachtbar bzw. bei keiner Parameterkombination beobachtbar ist. Dies ist der Fall, wenn notwendige Signalkoppelungen zwischen Zustands- und Messgrößen fehlen.

Um nachzuweisen, dass ein System strukturell nicht beobachtbar ist, müssen graphentheoretische Verfahren eingesetzt werden.
Dagegen ist die strukturelle Beobachtbarkeit leicht nachzuweisen: wenn nämlich gezeigt werden kann, dass eine bestimmte Parameterkombination (z. B. alle Nichtnullelemente == 1) ein vollständig beobachtbares System beschreibt.

## Vollständige Beobachtbarkeit

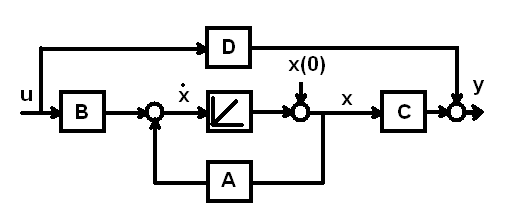
Blockdiagramm Zustandsraumdarstellung

Die Zustandsraumdarstellung eines linearen Systems lautet
{\displaystyle \mathbf {\dot {x}} =\mathbf {Ax} +\mathbf {Bu} }
{\displaystyle \mathbf {y} =\mathbf {Cx} +\mathbf {Du} }.
Das System ist beobachtbar, wenn bei bekannter Steuerfunktion {\displaystyle \mathbf {u(t)} } und bekannten Matrizen {\displaystyle \mathbf {A} } und {\displaystyle \mathbf {C} } aus dem Verlauf des Ausgangsvektors {\displaystyle \mathbf {y(t)} } über ein endliches Zeitintervall {\displaystyle t_{0}\leq t\leq t_{1}} der Anfangszustand {\displaystyle \mathbf {x(t_{0})} } eindeutig bestimmt werden kann.
Im Folgenden wird als Beispiel ein System mit einem Eingang {\displaystyle u(t)\;} und einem Ausgang {\displaystyle y(t)\;} (SISO: Single Input, Single Output) verwendet.
{\displaystyle \mathbf {\dot {x}} ={\begin{pmatrix}-2&0\\4&-4\end{pmatrix}}\mathbf {x} +{\begin{pmatrix}2\\0\end{pmatrix}}u}
{\displaystyle y={\begin{pmatrix}0&1\end{pmatrix}}\mathbf {x} }
Es beschreibt die Reihenschaltung von zwei PT1-Gliedern mit den Zeitkonstanten {\displaystyle T_{1}=0{,}5} und {\displaystyle T_{2}=0{,}25}.

### Nachweis
Strukturelle Beobachtbarkeit ist eine notwendige Bedingung für die vollständige Beobachtbarkeit. Jedoch werden zumeist nur die folgenden Kriterien genutzt, um eine vollständige Beobachtbarkeit nachzuweisen.
Das Kriterium nach Kalman ist relativ einfach zu bestimmen, jedoch kann man dabei die Beobachtbarkeit nicht auf einzelne Eigenvorgänge beziehungsweise Eigenwerte beziehen. Dies kann mit Hilfe des Gilbert- und des Hautus-Kriteriums geschehen.

#### Kriterium von Kalman
Das System (A,C) ist genau dann nach Kalman vollständig
beobachtbar, wenn die Beobachtbarkeitsmatrix {\displaystyle S_{B}} den Rang {\displaystyle n} hat bzw. deren Determinante im Falle nur einer Messgröße ungleich 0 ist:
{\displaystyle \mathrm {Rang} \ S_{B}{}={}n} mit
{\displaystyle S_{B}={\begin{pmatrix}C\\CA\\CA^{2}\\\dots \\CA^{n-1}\end{pmatrix}}}
Für das Beispielsystem gilt
{\displaystyle \mathbf {A} ={\begin{pmatrix}-2&0\\4&-4\end{pmatrix}}}
und
{\displaystyle \mathbf {C} ={\begin{pmatrix}0&1\end{pmatrix}}}
mit der Beobachtbarkeitsmatrix
{\displaystyle \mathbf {S_{B}} ={\begin{pmatrix}0&1\\4&-4\end{pmatrix}}}.
Es gilt {\displaystyle \mathrm {det} \mathbf {(S_{B})} =-4} und damit ist der Rang gleich 2. Das System ist vollständig beobachtbar.

#### Kriterium von Gilbert
Wenn das Modell in kanonischer Normalform (Jordansche Normalform)
{\displaystyle {\begin{aligned}{\frac {d\mathbf {\tilde {x}} }{dt}}&=\mathrm {diag} (\lambda _{i})\mathbf {\tilde {x}} +\mathbf {\tilde {B}} u,\ \mathbf {\tilde {x}} (0)=V^{-1}\mathbf {x} _{0},\\y&=\mathbf {\tilde {C}} \mathbf {\tilde {x}} \\\end{aligned}}}
mit
{\displaystyle {\begin{aligned}\mathbf {\tilde {B}} &=\mathbf {V} ^{-1}\mathbf {B} ,\\\mathbf {\tilde {C}} &=\mathbf {CV} \end{aligned}}}
und {\displaystyle \mathbf {V} \!\,} als Matrix der Eigenvektoren vorliegt,
gilt das Kriterium von Gilbert:
Ein System {\displaystyle (\mathrm {diag} (\lambda _{i}),\mathbf {\tilde {C}} )}, dessen Zustandsraummodell in kanonischer Normalform vorliegt, ist genau dann vollständig beobachtbar, wenn die Matrix {\displaystyle \mathbf {\tilde {C}} } keine Nullspalte besitzt und wenn die p Spalten {\displaystyle \mathbf {\tilde {c}} _{i}}, der Matrix {\displaystyle \mathbf {\tilde {C}} }, die zu den kanonischen Zustandsvariablen eines p-fachen Eigenwerts gehören, linear unabhängig sind.
Die kanonische Normalform des Beispielsystems lautet
{\displaystyle {\begin{aligned}{\frac {d\mathbf {\tilde {x}} }{dt}}&={\begin{pmatrix}-2&0\\0&-4\end{pmatrix}}\mathbf {\tilde {x}} +{\begin{pmatrix}4{,}472\\-4\end{pmatrix}}u,\\y&={\begin{pmatrix}0{,}894&1\end{pmatrix}}\mathbf {\tilde {x}} .\end{aligned}}}
Die Matrix {\displaystyle \mathbf {\tilde {C}} ={\begin{pmatrix}0{,}894&1\end{pmatrix}}} besitzt nur Spalten (hier Elemente) ungleich 0. Der Test auf lineare Abhängigkeit entfällt hier, da das System einfache Eigenwerte hat.
Das System ist vollständig beobachtbar.

#### Kriterium von Hautus
Das System (A,C) ist genau dann vollständig beobachtbar nach
Hautus, wenn die Bedingung:
{\displaystyle \mathrm {Rang} {\begin{pmatrix}\lambda _{i}I-\mathbf {A} \\\mathbf {C} \end{pmatrix}}=n}
für alle Eigenwerte {\displaystyle \lambda _{i}(i=1,2,\ldots ,n)} der Matrix A erfüllt ist.
Die Systemmatrix des Beispiels hat die Eigenwerte {\displaystyle \lambda _{1}=-2} und {\displaystyle \lambda _{2}=-4}. Für beide Eigenwerte ist die Bedingung
{\displaystyle \mathrm {Rang} {\begin{pmatrix}\lambda _{i}+2&0\\-4&\lambda _{i}+4\\0&1\end{pmatrix}}=2}
erfüllt. Das System ist also vollständig beobachtbar.

### Beobachtbarkeit von Abtastsystemen
Die oben genannten Beziehungen gelten auch für Abtastsysteme, wenn {\displaystyle \mathbf {A} } durch die Transitionsmatrix ersetzt wird. Nach kann die Überprüfung vereinfacht werden, indem zunächst die Bedingungen für das kontinuierliche System geprüft werden und dann die Zusatzbedingung
{\displaystyle e^{s_{i}T_{ab}}\neq e^{s_{j}T_{ab}}} für {\displaystyle s_{i}\neq s_{j}}
erfüllt ist.

## Beobachter-Normalform
Für ein lineares System mit einem Eingang und einem Ausgang kann die Beobachter-Normalform unter anderem aus der zur Übertragungsfunktion
{\displaystyle G(s)={\frac {b_{0}+b_{1}s+\dots +b_{n-1}s^{n-1}+b_{n}s^{n}}{a_{0}+a_{1}s+\dots +a_{n-1}s^{n-1}+s^{n}}}}
äquivalenten Differentialgleichung bestimmt werden.
{\displaystyle {\begin{bmatrix}{\dot {x}}_{1}\\{\dot {x}}_{2}\\\dots \\{\dot {x}}_{n-1}\\{\dot {x}}_{n}\\\end{bmatrix}}=\underbrace {\begin{pmatrix}0&0&\dots &0&-a_{0}\\1&0&\dots &0&-a_{1}\\0&1&\dots &0&-a_{2}\\\dots &\dots &\dots &\dots &\dots \\0&\dots &\dots &1&-a_{n-1}\\\end{pmatrix}} _{A_{B}}{\begin{bmatrix}x_{1}\\x_{2}\\\dots \\x_{n-1}\\x_{n}\\\end{bmatrix}}+\underbrace {\begin{bmatrix}b_{0}-a_{0}b_{n}\\b_{1}-a_{1}b_{n}\\\dots \\b_{n-2}-a_{n-2}b_{n}\\b_{n-1}-a_{n-1}b_{n}\\\end{bmatrix}} _{b_{B}}u}
{\displaystyle y={\begin{matrix}\underbrace {(0\ 0\ .\ .\ .\ 1)} \\{\textrm {}}^{\rm {c_{B}^{T}}}\end{matrix}}{\begin{bmatrix}x_{1}\\x_{2}\\\dots \\x_{n-1}\\x_{n}\\\end{bmatrix}}+{\begin{matrix}\underbrace {b_{n}} \\{\textrm {}}^{\rm {d_{B}}}\end{matrix}}u}.
Das Beispielsystem hat die Übertragungsfunktion
{\displaystyle G(s)={\frac {8}{8+6s+s^{2}}}}.
Daraus folgt mit {\displaystyle b_{0}=8}, {\displaystyle a_{0}=8} und {\displaystyle a_{1}=6}
{\displaystyle A_{B}={\begin{pmatrix}0&-8\\1&-6\end{pmatrix}}}
{\displaystyle b_{B}={\begin{pmatrix}8\\0\end{pmatrix}}}
{\displaystyle {c^{T}}_{B}={\begin{pmatrix}0&1\end{pmatrix}}.}

## Reduzierter Beobachter
Oft können einige Zustandsgrößen direkt gemessen werden. Damit ist es nicht notwendig, diese zu rekonstruieren. Ein reduzierter Beobachter kann daher hergeleitet werden, der nur noch die nicht gemessenen Zustandsgrößen rekonstruiert. Die Ordnung des reduzierten Beobachters ist gegenüber dem vollständigen Beobachter um die Anzahl der Messgrößen reduziert. Dieses Verfahren lässt sich auch für den Fall erweitern, dass die Messgrößen keine Zustandsgrößen sind.
Nach Umsortieren der Matrizenzeilen in gemessene {\displaystyle \mathbf {x_{M}} } und beobachtete {\displaystyle \mathbf {x_{B}} } Zustände lautet die Zustandsraumdarstellung des Eingrößensystems
{\displaystyle {\begin{pmatrix}\mathbf {{\dot {x}}_{M}} \\\mathbf {{\dot {x}}_{B}} \end{pmatrix}}={\begin{pmatrix}\mathbf {A_{11}} &\mathbf {A_{12}} \\\mathbf {A_{21}} &\mathbf {A_{22}} \end{pmatrix}}{\begin{pmatrix}\mathbf {x_{M}} \\\mathbf {x_{B}} \end{pmatrix}}+{\begin{pmatrix}\mathbf {b_{M}} \\\mathbf {b_{B}} \end{pmatrix}}u}
{\displaystyle \mathbf {y} ={\begin{pmatrix}\mathbf {c_{M}^{T}} &\mathbf {c_{B}^{T}} \end{pmatrix}}{\begin{pmatrix}\mathbf {x_{M}} \\\mathbf {x_{B}} \end{pmatrix}}}
Die Zustandsgleichung des vollen Systems ist
{\displaystyle \mathbf {\dot {x}} =\mathbf {Ax} +\mathbf {b} u}
und die des reduzierten Systems ist
{\displaystyle \mathbf {{\dot {x}}_{B}} =\mathbf {A_{22}x_{B}} +\mathbf {A_{21}x_{M}} +\mathbf {b_{B}} u}.
Die Messgleichung des vollen Systems ist
{\displaystyle \mathbf {y} =\mathbf {c^{T}x} }
und die des reduzierten Systems ist
{\displaystyle \mathbf {{\dot {x}}_{M}} -\mathbf {A_{11}x_{M}} -\mathbf {b_{M}} u=\mathbf {A_{12}x_{B}} }.
Die Substitution
{\displaystyle \mathbf {x} \leftarrow \mathbf {x_{B}} }
{\displaystyle \mathbf {A} \leftarrow \mathbf {A_{22}} }
{\displaystyle \mathbf {b} u\leftarrow \mathbf {A_{21}x_{M}} +\mathbf {b_{B}} u}
{\displaystyle y\leftarrow \mathbf {{\dot {x}}_{M}} -\mathbf {A_{11}x_{M}} -\mathbf {b_{M}} u}
{\displaystyle \mathbf {c^{T}} \leftarrow \mathbf {A_{12}} }
in die Gleichung des vollen Beobachters eingesetzt ergibt
{\displaystyle \mathbf {{\dot {\hat {x}}}_{B}} =(\mathbf {A_{22}} -\mathbf {lA_{12}} )\mathbf {{\hat {x}}_{B}} +(\mathbf {A_{21}} -\mathbf {lA_{11}} )y+(\mathbf {b_{B}} -\mathbf {lb_{M}} )u+\mathbf {l} {\dot {y}}}.
In dieser Darstellung stört noch die zeitliche Ableitung von y. Die Transformation
{\displaystyle \mathbf {{\tilde {x}}_{B}} =\mathbf {{\hat {x}}_{B}} -\mathbf {l} y}
ergibt die Gleichung
{\displaystyle \mathbf {{\dot {\tilde {x}}}_{B}} =(\mathbf {A_{22}} -\mathbf {lA_{12}} )\mathbf {{\tilde {x}}_{B}} +(\mathbf {A_{21}} -\mathbf {lA_{11}} +\mathbf {A_{22}l} -\mathbf {lA_{12}l} )y+(\mathbf {b_{B}} -\mathbf {lb_{M}} )u}
und daraus den geschätzten Zustandsvektor
{\displaystyle \mathbf {{\hat {x}}_{B}} =\mathbf {{\tilde {x}}_{B}} +\mathbf {l} y}.